# パッサカリア (ゴドフスキー)
パッサカリア（正式名称："Passacaglia - 44 variations, cadenza and fugue on the opening of Schubert's 'Unfinished' Symphony）は、レオポルド・ゴドフスキーが作曲したピアノ独奏曲の一つである。作曲はニューヨークで行われ、1927年10月21日に完成を迎えた。フランツ・シューベルトの死後100周年を記念して書かれた作品である。ゴドフスキー独特の作曲語法が多用された作品であり、濃密な対位法や多声的書法、半音階的書法を含んでいる。

## 形式
シューベルトの未完成交響曲の冒頭8小節に基づくパッサカリアで、44の変奏とエピローグ、カデンツァ、そして4声のフーガから構成される。変奏の数については楽譜には明記されておらず、小節数を圧縮したものもあるためアナリーゼは難しい（ゴドフスキー本人も前書きにおいて、アナリーゼの必要性を説いている）。フーガの最後には原曲の第1楽章第1主題の伴奏音形が主題と合体してクライマックスとなる。

## 受容
ゴドフスキーのパッサカリアは、高名なピアニストのヴラジーミル・ホロヴィッツが演奏に何度も頓挫して「演奏には手が6本必要で、2本ではとても足りない」と言い放ったことから悪名高い存在となった。ゴドフスキーと親交があったピアニスト・作曲家のエイブラハム・チェイシンズ（Abraham Chasins）はゴドフスキーの集会において作曲者本人の演奏するパッサカリアの演奏を聴いており、次のように述べている。「この作品といい、ゴドフスキーのピアノ捌きといい、まったく魔法のような逸品だ。涼しげで色鮮やかなステンドグラスの窓を思い起こさせる。私はこれを耳にしたとき痛く感動したけれど、ゴドフスキーはさり気なく弾く人だったし、彼のピアノ弾きとしての天才性には気が付けなかったよ。」
これまでに演奏・録音した演奏家の中で評価が高いのはマルカンドレ・アムラン、コンスタンティン・シチェルバコフである。

## 出版
現在、版権はカール・フィッシャー社が保有している。楽譜はThe Godowsky Collection, Vol. 1: Original Compositions for Piano Soloに収録されている。